# Highcliffe Manor
Highcliffe Manor è una serie televisiva statunitense in 6 episodi trasmessi per la prima volta nel corso di una sola stagione nel 1979.
È una sitcom a sfondo horror gotico incentrata sulle vicende in una magione con scienziati pazzi e strani figuri.

## Personaggi e interpreti
- Helen Straight Blacke (6 episodi, 1979), interpretata da Shelley Fabares.
- Felix Morger (6 episodi, 1979), interpretato da Gerald Gordon.
- Bram Shelley (6 episodi, 1979), interpretato da Chris Marlowe.
- Rev. Ian Glenville (6 episodi, 1979), interpretato da Stephen McHattie.
- Rebecca (6 episodi, 1979), interpretata da Jenny O'Hara.
- Dottor Frances Kisgadden (6 episodi, 1979), interpretato da Eugenie Ross-Leming.
- Smythe (5 episodi, 1979), interpretato da Ernie Hudson.
- Wendy (5 episodi, 1979), interpretata da Audrey Landers.
- Dottor Lester (4 episodi, 1979), interpretato da David Byrd.
- Dottor Sanchez (3 episodi, 1979), interpretato da Luis Avalos.
- Cheng (2 episodi, 1979), interpretato da Harold Sakata.

## Produzione
La serie, ideata da Robert Blees, fu prodotta da Alan Landsburg Productions. Le musiche furono composte da Bob Alberti. Il regista è Nick Havinga.

### Sceneggiatori
Tra gli sceneggiatori sono accreditati:
- Brad Buckner in 6 episodi (1979)
- Eugenie Ross-Leming in 6 episodi (1979)

## Distribuzione
La serie fu trasmessa negli Stati Uniti dal 12 aprile 1979 al 3 maggio 1979 sulla rete televisiva NBC.

## Episodi
| Stagione       | Episodi | Prima TV USA |
| -------------- | ------- | ------------ |
| Prima stagione | 6       | 1979         |